# Ліпіни (Любуське воєводство)
Ліпіни (пол. Lipiny, нім. Lippen) — село в Польщі, у гміні Нова Суль Новосольського повіту Любуського воєводства.
Населення — 450 осіб (2011).
У 1975—1998 роках село належало до Зеленогурського воєводства.

## Демографія
Демографічна структура станом на 31 березня 2011 року:
|          | Загалом | Допрацездатний вік | Працездатний вік | Постпрацездатний вік |
| -------- | ------- | ------------------ | ---------------- | -------------------- |
| Чоловіки | 218     | 42                 | 161              | 15                   |
| Жінки    | 232     | 56                 | 131              | 45                   |
| Разом    | 450     | 98                 | 292              | 60                   |